# ウダノゾミ
ウダ ノゾミは、日本の漫画家。広島県出身。『田中くんはいつもけだるげ』で知られている。2021年より、「ガンガンONLINE」のアプリ版にて、『同居人の佐野くんはただの有能な担当編集です』を連載している。

## 来歴
漫画が好きで、よく読んでいた。小学生のころ、小花美穂の『こどものおもちゃ』を読み、その面白さに衝撃を受けたため、お小遣いを貯めて、単行本を集めていた。それと同じくらい好きな作品に衛藤ヒロユキの『魔法陣グルグル』を挙げている。
2011年、『月刊Gファンタジー』（スクウェア・エニックス）にて『放課後ヒーロー』の連載を開始。
2013年、「ガンガンONLINE」（同）にて、けだるげな主人公を描いた『田中くんはいつもけだるげ』の連載を開始。2016年、同作がテレビアニメ化される。
2020年、「青春恋愛MVプロジェクト」で初めてキャラクターデザインの仕事を受ける。
2021年、「ガンガンONLINE」のアプリ版にて、『同居人の佐野くんはただの有能な担当編集です』の連載を開始。

## 人物

### 漫画制作
自宅を職場にしている。『田中くんはいつもけだるげ』の第1巻の途中まではアナログで作画を行っていたが、だんたんとデジタルに移行していった。2015年の時点ではペン入れとベタの一部がアナログ、仕上げをデジタルで制作。仕上げの段階に入った時点で、アシスタントが作業を行う。ネタやアイデアに詰まったときには、料理、掃除、家事を行っている。

## 作品リスト

### 連載
- 放課後ヒーロー（『月刊Gファンタジー』2011年7月号 - 2013年5月号、全4巻）
- 田中くんはいつもけだるげ（『ガンガンONLINE』2013年 - 2019年、全13巻）
- 同居人の佐野くんはただの有能な担当編集です（『ガンガンONLINE アプリ版』2021年9月12日[4] - 2024年3月17日[8]、全5巻）

### その他
- 『浅尾さんと倉田くん』最終回（『ガンガンONLINE』2014年5月15日公開[9]） - お祝いイラストコメント掲載[9]
- おじゃる丸放送20周年記念イラスト（2017年[10][11]）
- 青春恋愛MVプロジェクト（2020年） - キャラクターデザイン[12]